# Diane Birch
Diane Birch (Michigan, 24 januari 1983) is een Amerikaanse singer-songwriter. Muzikaal herinnert haar muziek aan de popstijl van de singer-songwriters uit de jaren 1970.

## Biografie
Op zevenjarige leeftijd begon ze piano te studeren volgens de Suzuki-methode. Tijdens haar jeugd luisterde ze naar opera, klassiek en kerkmuziek. Haar vader was een Zevende-dags Adventisten-zendeling in Zimbabwe, Zuid-Afrika en Sydney, Australië, en als gevolg daarvan bracht Birch haar vroege jaren in het buitenland door. Op tienjarige leeftijd keerde haar familie terug naar de Verenigde Staten en vestigde zich in Portland, Oregon. Birch ging naar de Portland Adventist Elementary School en later naar de Portland Adventist Academy.
In het begin van haar carrière verhuisde Birch naar Los Angeles en begon ze muziek te componeren voor films, maar in plaats daarvan speelde ze piano in het Beverly Hills Hotel en de L'Orangerie. Tijdens deze periode hoorde Prince haar optreden in de Polo Lounge in 2006 en nodigde haar uit om bij hem thuis een muzieksessie met zijn band te maken. Later verhuisde Birch naar Londen, waar ze een publicatiecontract tekende en de meeste nummers schreef die op haar debuutalbum verschenen.
In 2007 verhuisde ze naar New York nadat ze getekend had bij Steve Greenbergs S-Curve Records. Birchs debuutalbum Bible Belt, opgenomen in New York en New Orleans, werd in 2009 uitgebracht bij S-Curve Records en kreeg positieve recensies in Rolling Stone, Paper Magazine en The Huffington Post.
In 2009 maakte Birch een aantal televisie-optredens om haar album Bible Belt te promoten, waaronder: The Late Late Show with Craig Ferguson, Late Show with David Letterman, Last Call with Carson Daly, Jimmy Kimmel Live!, The Tonight Show with Conan O 'Brien, The Tonight Show met Jay Leno en de webcast Live From Daryl's House Birch werd geïnterviewd op de National Public Radio's Weekend Edition op zondag 14 juni 2009, waarop ze een aantal van haar liedjes van Bible Belt speelde.
Haar lied Rise Up was de Starbucks iTunes Pick of the Week in oktober 2009 en haar lied Valentino verscheen in de film Valentine's Day.
In 2010 was Birch het voorprogramma van Stevie Wonder op het Hard Rock Calling Festival in Hyde Park en Nîmes, Frankrijk en Nick Jonas & the Administration. In september bracht Birch de single Gee Whiz It's Christmas uit op Amazon en iTunes. In december bracht Birch de ep The Velveteen Age uit, waarop ze covers speelt van liedjes die ze leuk vond toen ze opgroeide.
In 2013 was ze te horen in het nummer Rewind van de Britse rapper Devlin, waarbij ze een refrein zong op basis van haar originele versie van Bible Belt.
Naast keyboards speelt Birch ook gitaar en viool.
Haar tweede album Speak a Little Louder werd uitgebracht op 15 oktober 2013 in de Verenigde Staten en het Verenigd Koninkrijk.
Birch bracht haar eerste zelf geproduceerde mini-album Nous uit op 31 januari 2016. De ep werd opgenomen in Berlijn, Duitsland.

## Discografie

### Studioalbums
| Titel                 | Album details                                                        | Hoogste hitlijst posities | Hoogste hitlijst posities | Hoogste hitlijst posities |
| Titel                 | Album details                                                        | US                        | UK                        | ITA                       |
| --------------------- | -------------------------------------------------------------------- | ------------------------- | ------------------------- | ------------------------- |
| Bible Belt            | - Eerste studioalbum - Uitgebracht: 19 mei 2009 - Label: S-Curve     | 87                        | 77                        | 26                        |
| Speak a Little Louder | - Tweede studioalbum - Uitgebracht: 15 oktober 2013 - Label: S-Curve | 195                       | N/A                       | N/A                       |

### Ep's
| Titel                                                | Ep details |
| ---------------------------------------------------- | --- |
| iTunes Session – EP                                  | - Uitgebracht: 1 januari 2010 - Label: S-Curve - Formats: download                                                               |
| The Velveteen Age (met the Phenomenal Handclap Band) | - Uitgebracht: 7 december 2010 - Label: S-Curve - Formats: cd (beperkt), download                                                |
| Nous                                                 | - Uitgebracht: 31 januari 2016 - Zelf geproduceerd, uitgebracht op bandcamp - Label: Hymnpatia - Formats: cd (beperkt), download |

### Singles

#### Als leadartiest
| 2009                                                                                        | Nothing But a Miracle         | 29 | 52 | Bible Belt            |
| 2009                                                                                        | Valentino                     | —  | 55 | Bible Belt            |
| 2010                                                                                        | This Corrosion                | —  | —  | The Velveteen Age     |
| 2011                                                                                        | Wind Up Bird Song (For Japan) | —  | —  | —                     |
| 2014                                                                                        | All the Love You Got          | —  | 98 | Speak a Little Louder |
| 2016                                                                                        | Nite Time Talking             | —  | —  | —                     |
| 2017                                                                                        | The End                       | —  | —  | —                     |
| 2018                                                                                        | In It for the Race            | —  | —  | —                     |
| 2019                                                                                        | Wind Machine                  | —  | —  | —                     |
| "—" geeft single aan die zich niet in de hitlijsten heeft geplaatst of niet is uitgebracht. |                               |    |    |                       |

#### Als uitgelicht artiest
| Jaar | Single                                 | Hoogste hitlijst posities | Album            |
| Jaar | Single                                 | VK                        | Album            |
| ---- | -------------------------------------- | ------------------------- | ---------------- |
| 2013 | Rewind (Devlin & Diane Birch)          | 10                        | A Moving Picture |
| 2017 | Time to Kill (DC Breaks & Diane Birch) | —                         | Different Breed  |

### Andere optredens
| Jaar | Titel                             | Album           |
| ---- | --------------------------------- | --------------- |
| 2009 | Valentino                         | Valentine's Day |
| 2009 | Too Soon to End (met Alain Clark) | ColourBlind     |

### Muziekvideo's
| Jaar | Titel                 | Regisseur   |
| ---- | --------------------- | ----------- |
| 2009 | Nothing But a Miracle | Moh Azima   |
| 2010 | Valentino             | Dennis Liu  |
| 2010 | Rewind                | Gavin Elder |
| 2013 | All The Love You Go   | Gene Doe    |

- Bibliothèque nationale de France: cb16203240v (data)
- Gemeinsame Normdatei: 120403401X
- International Standard Name Identifier: 0000 0000 7854 9918
- Library of Congress Control Number: no2010059858
- MusicBrainz: 6d94f018-38ea-403c-9b42-1e94785e06b3
- Virtual International Authority File: 120540124
- WorldCat: E39PBJdcwv6DV8jJRjMqfF8Hmd